# フルハウス (PR会社)
株式会社フルハウス（英: Fullhouse co.,ltd.）は、東京都港区北青山に本社を置く日本のPR会社。
日本パブリックリレーションズ協会に所属している。
テレビ制作会社・ハウフルスは、フルハウスから分離設立した会社であり、現在もグループ会社である。

## 沿革
- 1973年5月
  - 関口晃弘・菅原正豊・原伸次が東京都港区高輪に株式会社フルハウスを設立。
- 1975年3月
  - 本社を東京都港区赤坂に移転。
- 1978年9月
  - 株式会社フルハウステレビプロデュース（フルハウスTVP）を設立。
- 1979年7月
  - 株式会社フルハウス大阪を大阪市中央区平野町に設立。
- 1980年7月
  - 株式会社フルハウスPR、株式会社フルハウスクリエイティブを設立。
- 1988年10月
  - フルハウス大阪、フルハウスPR、フルハウスクリエイティブの業務をフルハウス本体に統合。フルハウスTVPを関連会社とする。
  - 東京本社・大阪支社の体制となる。
- 1989年1月
  - フルハウスTVPを東京都港区麻布十番に移転。
- 1990年11月
  - 大阪支社を大阪市中央区本町に移転。
- 1991年1月
  - 制作番組はじめてのおつかいが日本テレビで放送開始。
- 同8月
  - フルハウスTVPが「株式会社ハウフルス」に社名変更。
- 1993年5月
  - 本社を東京都港区南青山に移転。
- 2004年12月
  - 本社を東京都港区北青山に移転。

## テレビ制作
PR業務が主体だが、かつては映像制作部門も持ち、テレビ番組制作や映像制作業務などを行っていた。2008年4月に分社化し、株式会社エフロードとなった。

### 制作番組
- はじめてのおつかい（日本テレビ/特番で年に2～3回放送）
- 眞鍋かをりのブログッズ（BS日テレ/2007年6月に終了）など

## 関連会社
- 株式会社環境美装
- 株式会社エフロード
- 株式会社エフキッズ
- 株式会社ハウフルス
- 株式会社オンライン